# Cmp

cmp — Unix-утилита, сравнивает два файла и, если они различаются, сообщает о первом байте и строке, где было обнаружено различие.
Входит, например, в пакет GNU diffutils.

## Синтаксис команды
Формат этой команды следующий:
```
cmp OPTIONS... FROM-FILE [TO-FILE]   
```

Имя файла «-» означает стандартный ввод. «cmp» также использует стандартный ввод, если один из файлов не задан.
Выходной статус 0 означает, что различий не найдено, 1 — найдено, 2 — обнаружена ошибка.
-c
Печатает различающиеся символы. Отображает контрольные символы символом «^» и буквой алфавита, а также предваряет символы с установленным высшим битом символом «-M» (обозначающим «мета»).
--ignore-initial=BYTES
Игнорирует все различия в первых BYTES байтах входных файлов. Обращается с файлами, меньшими по размеру, чем BYTES байтов, как с пустыми.
-l
Печатает смещение (десятичное) и значение (восьмеричное) всех различающихся байтов.
--print-char
Печатает все различающие символы. Отображает контрольные символы символом «^» и буквой алфавита, а также предваряет символы с установленным высшим битом символом '-M' (обозначающим «мета»).
--quite или -s или --silent
Ничего не печатает; только возвращает выходной статус, показывающий, отличаются ли файлы.
--verbose
Печатает смещение (десятичное) и значение (восьмеричное) всех различающихся байтов.
-v или --version
Выдаёт номер версии cmp.